# Phoebemima albomaculata
Phoebemima albomaculata är en skalbaggsart som beskrevs av Martins och Maria Helena M. Galileo 2008. Phoebemima albomaculata ingår i släktet Phoebemima och familjen långhorningar. Inga underarter finns listade i Catalogue of Life.